# 代替役
代替役（だいたいえき、中国語は替代役）は台湾で実施されている徴兵に代わり兵役に充当させるための制度。主管機関は内政部役政署である。代替役を申請した徴兵適齢者は入営する必要なく、その他政府機関の中で従事し、ヨーロッパの良心的兵役拒否者に対する社会役をモデルに策定された。この制度は2000年に実施開始、2001年に運用開始し、2014年2月までに131梯の代替役が徴用されている。

## 代替役の申請資格
代替役は下記の理由により申請資格を獲得することができる。
1. 代替役が認可された組織による申請
2. 上司による申請
3. 家庭事情による申請
4. 宗教上の理由による申請

## 代替役の訓練
宗教上の理由による代替役以外の対象者は、台中市烏日区に位置する成功嶺において3週間の基礎軍事訓練を受ける。その後は代替役の業務内容に従い2週間から2ヶ月の専門訓練を受ける。

## 代替役の種類
代替役制度が施行されてから、代替役の種類と利用機関が増加傾向にある。現在認められている種類は下記の通り。
- 警察役:警察官に適用される
- 消防役
- 社会役
- 環境保護役
- 医療役
- 教育サービス役
- 司法行政役
- 文化サービス役
- 経済セキュリティー役
- 土地測量役
- 公共行政役
- 外交役
- スポーツ役
- 観光サービス役